# Casas Baratas de Tarragona
Las Casas Baratas de Tarragona son un ejemplo paradigmático de casas baratas construidas en régimen cooperativo y mantenidas o rehabilitadas por sus propietarios. Están situadas en la entrada de la principal vía de comunicación de Tarragona (España) y se conservan tal y como fueron pensadas por sus fundadores.
El conjunto arquitectónico está formado por 35 casas en cuatro hileras de 9 casas (excepto una de 8) unidas por dos calles privadas, Balmes y Emili Morera de Tarragona, y fueron construidas a partir de 1930 por la Cooperativa de Casas Baratas La Colectiva que se creó expresamente en 1927 para la construcción de dichas viviendas.
El proyecto constructivo y la dirección de obra fueron efectuados por los arquitectos Manuel Casas Lamolla, Josep Maria Monravà y Francisco Monravá de 1928 a 1935, obteniendo del Ayuntamiento de Tarragona el certificado de habitabilidad y calificación definitiva entre 1934 y 1935, dependiendo de las fases. En 1939 el cambio de régimen obligó a inscribir la cooperativa con la denominación "Cooperativa Sindical de Viviendas protegidas “El Pinar”. En 1946 el Ayuntamiento de Tarragona incorporó las Casas Baratas en el casco urbano de la ciudad.
Actualmente, las 35 casas y las 2 calles privadas (Balmes y Emili) forman un conjunto arquitectónico singular, preservado por la iniciativa privada de sus propietarios.
A raíz de la aprobación del Plan de Ordenación Urbanística Municipal 2007 de la ciudad de Tarragona, que preveía derribarlas para construir edificios de seis plantas, han sido recuperados del olvido más de 4500 documentos del archivo de la comunidad, que se están estudiando conjuntamente, por un equipo interdisciplinario de especialistas de la Universidad de Barcelona y de la Universidad de Tarragona.